# Passatge de les Manufactures
El Passatge de les Manufactures és un conjunt arquitectònic situat als carrers de Sant Pere Més Alt, 31-33 i de Trafalgar, 26 de Barcelona, catalogat com a bé amb elements d'interès (categoria C).

## Història
El 1774, el comerciant Ramon Pujol i Prunés va adquirir una finca procedent de l'execució dels béns del paraire Marc Vilanova al carrer de Sant Pere Més Alt, i el 1779 una casa contigua (actual núm. 29), que el 1792 va vendre al cirurgià Antoni Montaner i Virgili, nebot del també cirurgià Pere Virgili (vegeu casa-fàbrica Castanyer).
El 1826, el seu fill Francesc Pujol i Puigbò, resident a Cadis, va demanar permís (a través del seu apoderat Josep Troch) per a obrir-hi un portal, segons el projecte del mestre de cases Pere Rovira, i el 1858 va fer reedificar la casa del núm. 33. En aquella època hi havia la fàbrica de teixits de llana i cotó de Miquel Forcada, i posteriorment, les de teixits de seda, llana i cotó de Castells i Solà, i de Joan Cirici i Traver: «Alta de San Pedro, 31. Fábrica de pañuelos y otros tejidos de lana, seda y algodon. Especialidad en pañolería de lana pura, de mezcla de lana, seda y algodon, y de puro algodon de todos tamaños y precios. Espediciones á todas las provincias del reino. D. Juan Cirici.» Cap al 1878, Cirici va fer construir un nou edifici amb façana a l'antic carreró de l'Hort d'en Favà (actualment carrer de Trafalgar), amb un passatge que travessava la finca, anomenat Pasage de la Industria.
Posteriorment, la propietat passà a mans de Marià Tomàs i Olivé, que el 1888 va demanar permís per a enderrocar les construccions del carrer de Sant Pere Més Alt i reconstruir-les de nova planta, segons el projecte del mestre d'obres Ezequiel Porcel i de Bassols.
Ja al segle xxi, l'edifici del carrer de Trafalgar va ser adquirit per una cadena hotelera, que el va rehabilitar juntament amb el passatge. En un dels celoberts es va instal·lar l'obra Petjades d'Antoni Yranzo, que penja d'uns fils.

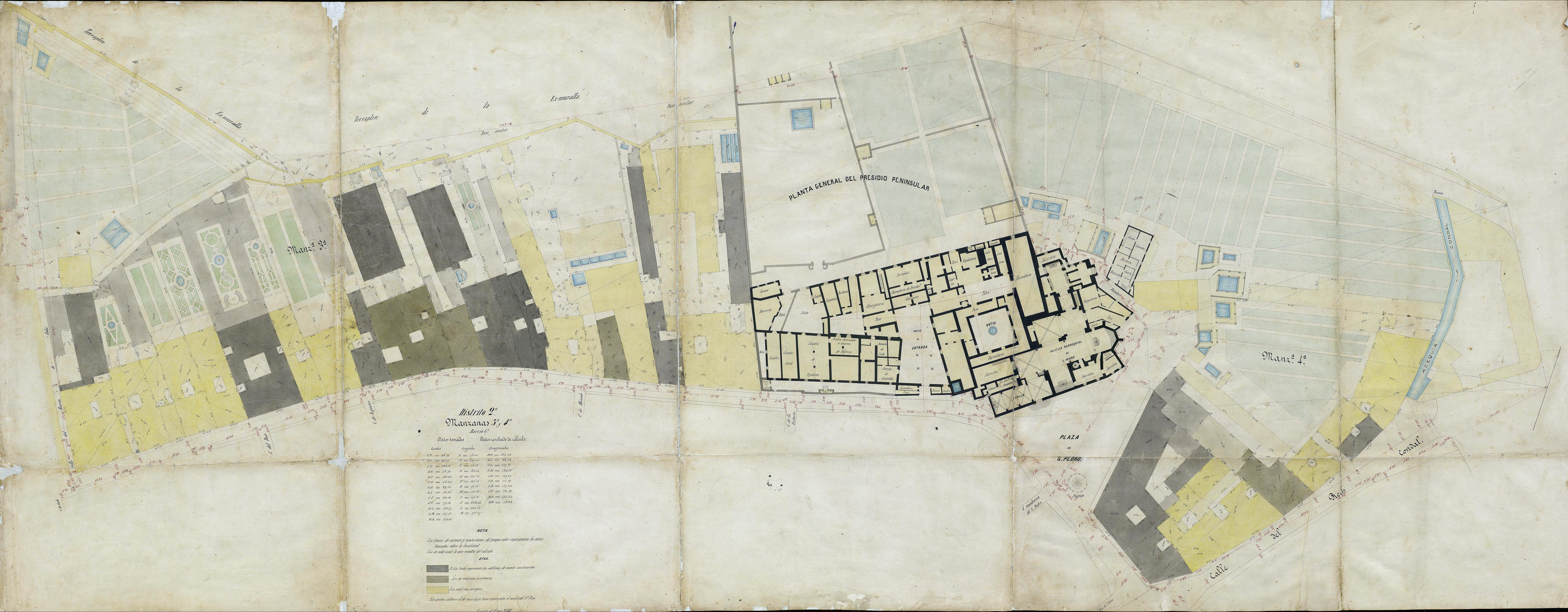
Quarteró núm. 40 de Garriga i Roca (c. 1860)

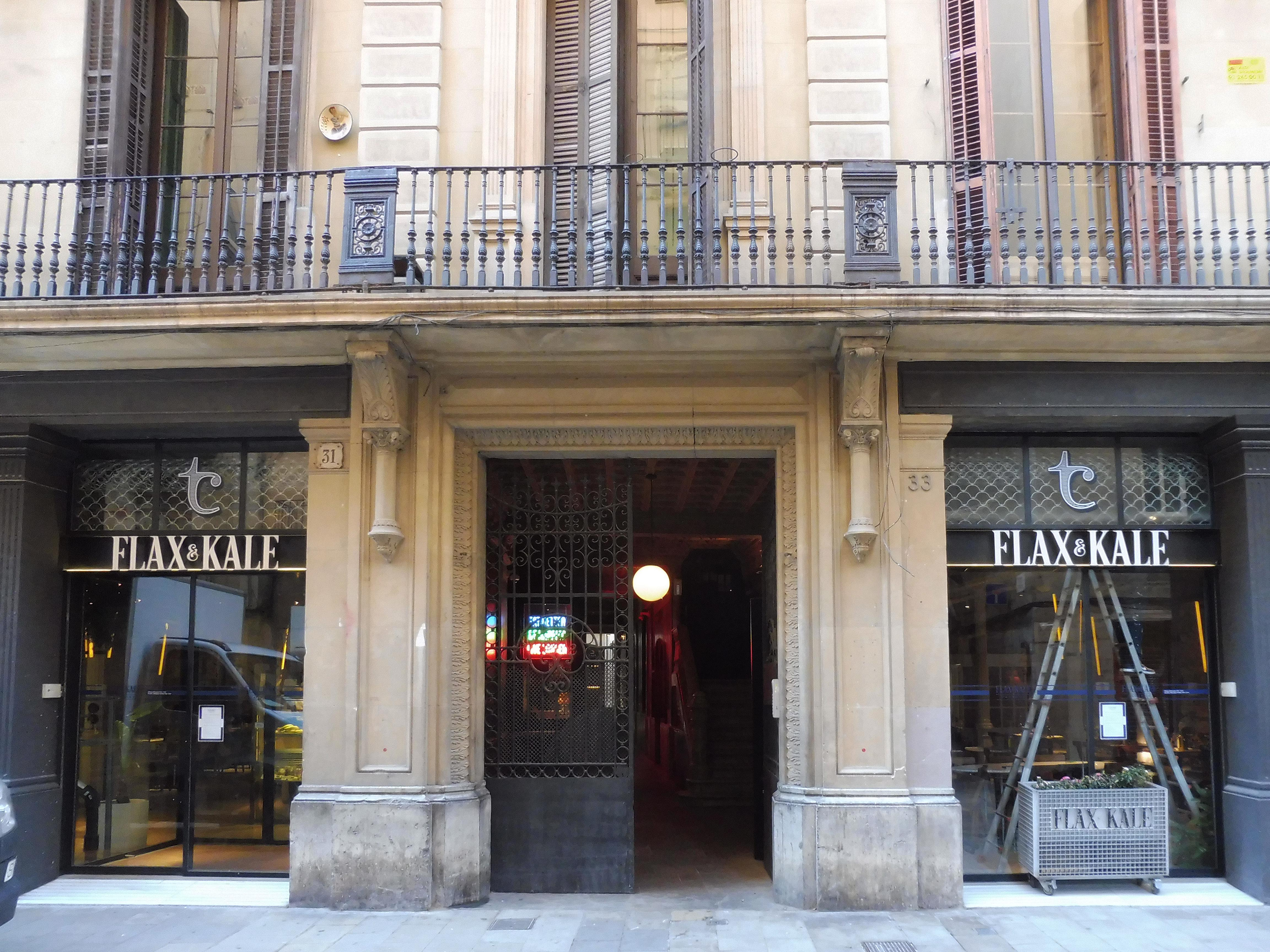
Entrada del carrer de Sant Pere més Alt, 31-33

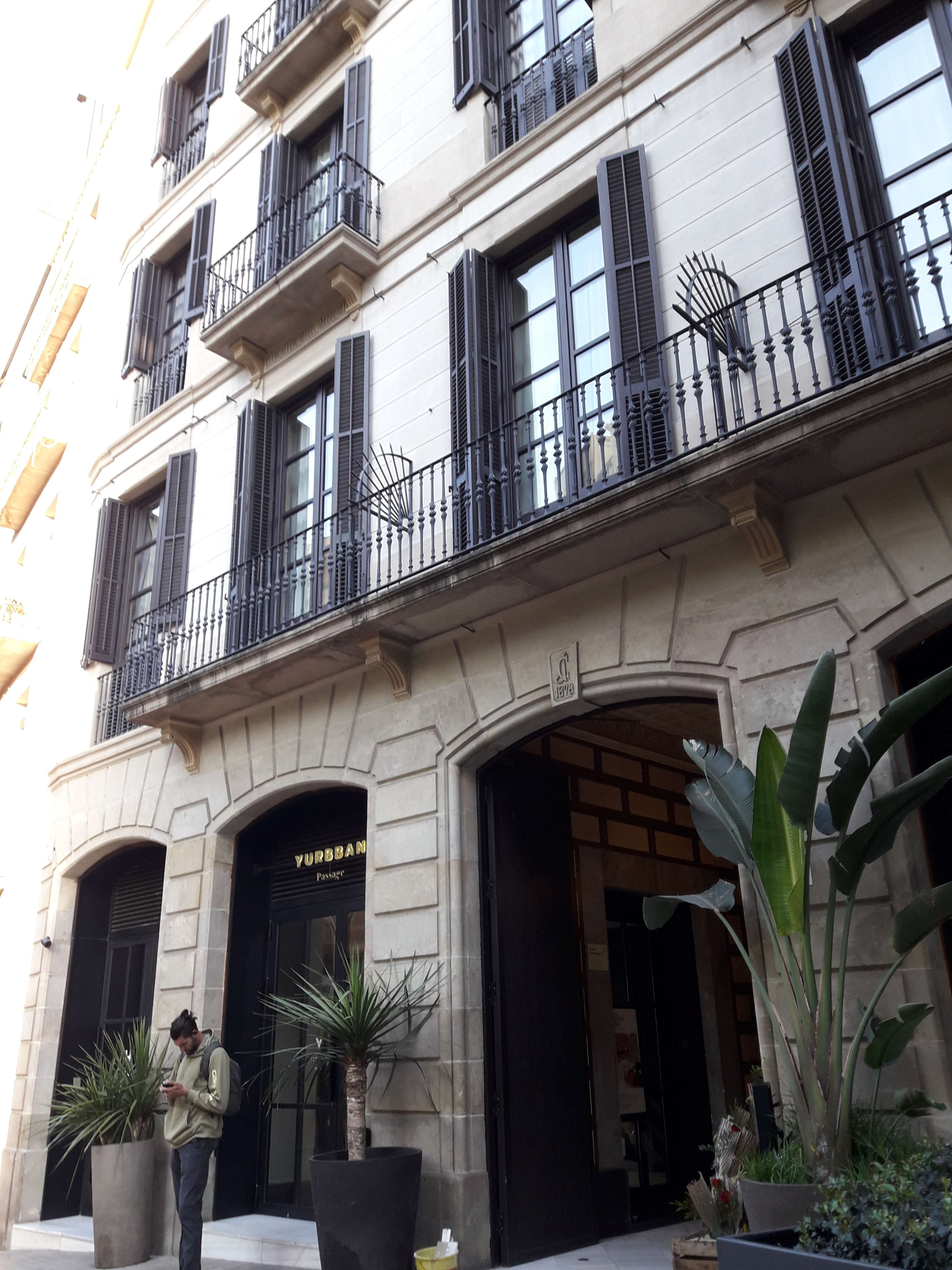
Entrada del carrer de Trafalgar, 26. El medalló sobre la llinda té les inicials JC i la data 1878